# ألمير توركفيتش
ألمير توركفيتش (Almir Turković) (مواليد 3 نوفمبر 1970)، هو لاعب كرة قدم سابق كان يلعب كمهاجم. يلعب مع منتخب البوسنة والهرسك لكرة القدم منذ عام 1995.

## وصلات خارجية
- ألمير توركفيتش على موقع الاتحاد الدولي (مؤرشف)  (الإنجليزية)
- ألمير توركفيتش على موقع رابطة كرة القدم اليابانية للمحترفين (اليابانية)
- ألمير توركفيتش على موقع قاعدة بيانات كرة القدم.إي يو (الإنجليزية)
- ألمير توركفيتش على موقع ناشيونال فوتبول تيمز (الإنجليزية)
- ألمير توركفيتش على موقع Soccerway.com (الإنجليزية)
- ألمير توركفيتش على موقع عالم كرة القدم.نت (الإنجليزية)
- National Football Teams